# Józef Wilkoń
Józef Wilkoń, né le 12 février 1930 à Bogucice près de Wieliczka, est un artiste polonais, illustrateur, peintre et sculpteur, également historien d'art. Il est l'auteur de nombreux livres pour enfants publiés en polonais, en anglais, en allemand, en italien et d'autres langues. Son travail a été salué par la critique et par sa présence dans les sélections de nombreux prix comme le Prix allemand de littérature jeunesse (1964 et 1966) et l'obtention de la Plaque d'Or de Bratislava (1969) et du prix d'honneur (1973) à la Biennale de l'illustration de Bratislava (BIB) ainsi que le Premio Grafico (1980 et 1991) à la Foire du livre de jeunesse de Bologne.

## Biographie
Dans les années 1947-1949, Józef Jan Wilkoń est élève du lycée des arts plastiques (Liceum Sztuk Plastycznych) de Cracovie. Il fait ensuite des études à l'Académie des beaux-arts de Cracovie (Faculté de peinture, diplôme 1955) et d'histoire de l'art à l'université Jagellonne (diplôme 1954). Il a illustré quelque deux cents livres pour enfants et adultes publiés en Pologne et plus de soixante-dix publiés à l'étranger. Il est également impliqué dans la scénographie (Teatr im. Wilama Horzycy w Toruniu, 1978) et dans des projets de tapisseries (Coopérative Stanisław-Wyspiański à Cracovie). 
En 2000, Jakub Nowak lui consacre un documentaire intitulé Jozef Wilkoń. En 2007, Grażyna Banaszkiewicz a réalisé un autre documentaire L'Arche de Józef Wilkoń. En 2020,  Anna Ciołkiewicz réalise le film Derrière la porte de l'imagination : Józef Wilkoń.
Il est le frère du linguiste et universitaire Aleksander Wilkoń.
En 2023, il est sélectionné pour la cinquième année d'affilée (depuis 2019) pour le prestigieux prix suédois, le Prix commémoratif Astrid-Lindgren.

## Œuvres
Quelques uns de ses titres publiés en français
- Le Poisson et l'Oiseau avec Paz Rodero, Bilboquet  (ISBN 978-2-84181-005-5)
- Trois Gouttes d'eau avec Max Bolliger, Bilboquet  (ISBN 978-2-84181-128-1)
- Petit Mammouth avec Wiktor Woroszylski, Małgorzata Smorąg-Goldberg (traduction), éditions MeMo,  (ISBN 978-2-35289-017-1)
- Les Coups de cœur Quand le clown dit non avec Mischa Damjan, éd. Nord-Sud  (ISBN 978-3-3142-0982-6)
- Un Petit Loup si doux avec Gerda Wagener, Ophélie Chavaroche (traduction), Actes Sud  (ISBN 978-2-74275-449-6)
- Une simple histoire d'amour avec Piotr Wilkoń, Anne Georges (traduction), Actes Sud  (ISBN 978-2-74275-517-2)
- Les Bottes de Saint Nicolas avec Konrad Richter, éd. Nord-Sud  (ISBN 978-3-3142-0571-2)
- Tony-la-Frousse équilibriste avec Herman Moers, Agnès Inhauser (traduction), éd. Nord-Sud  (ISBN 978-3-3142-1291-8)
- Madame La Grive, Actes Sud Junior,   (ISBN 978-2-74274813-6)
- Le Roi et le Magicien avec Piotr Wilkoń, Bilboquet  (ISBN 978-2-84181-067-3)
- Hugo le Bébé Lion avec Hermann Moers, éd. Nord-Sud  (ISBN 978-3-85539-599-6)
- Hugo le Petit Lion courageux avec Hermann Moers, éd. Nord-Sud  (ISBN 978-3-85539-664-1)
- L'Arché de Noé avec Piotr Wilkoń, éd. Nord-Sud  (ISBN 978-3-3142-0600-9)
- L'Auberge de Bethléem, éd. Nord-Sud  (ISBN 978-3-85539-507-1)
- Les Sept Écus de lune, éd. Nord-Sud  (ISBN 978-3-85539-614-6)

## Expositions
Les œuvres de Józef Wilkoń ont été présentées dans de nombreuses expositions collectives et individuelles dans beaucoup de pays. 
Parmi les principales expositions individuelles, on peut relever notamment :
- MAG Gallery (Zurich, 1980),
- Centre Pompidou (Paris, 1989),
- Toyama Prefectural Museum of Art and Design (d) (Toyama, 2001)
- Galerie nationale d'art Zachęta (Varsovie, 2006).

## Prix et distinctions
- 1969 :  Plaque d'Or de Bratislava à la Biennale d'illustration de Bratislava[1] pour ses illustrations de  W nieparyżu i gdzie indziej (texte de Anna Kamieńska)
- 1973 :  Mention d'honneur à la Biennale d'illustration de Bratislava[1] pour ses illustrations de List do Warszawy (texte de Tadeusz Kubiak)
- 1980 :  Premio Grafico à la Foire du livre de jeunesse de Bologne.
- 1991 :  Premio Grafico à la Foire du livre de jeunesse de Bologne.
- 2019 à 2023 :  Sélection pour le Prix commémoratif Astrid-Lindgrendurant cinq années d'affilée[2]

### Distinctions honorifiques
- Chevalier de l'ordre Polonia Restituta
- Médaille de la Commission de l'Éducation nationale (pl) (équivalent polonais des Palmes académiques)
- Médaille du Mérite culturel polonais Gloria Artis
- Commandeur de l'ordre d'Isabelle la Catholique